# Больё-сюр-Соннет
Больё-сюр-Сонне́т (фр. Beaulieu-sur-Sonnette) — коммуна во Франции, находится в регионе Пуату — Шаранта. Департамент — Шаранта. Входит в состав кантона Сен-Кло. Округ коммуны — Конфолан.
Код INSEE коммуны — 16035.
Коммуна расположена приблизительно в 360 км к юго-западу от Парижа, в 75 км южнее Пуатье, в 36 км к северо-востоку от Ангулема.

## Население
Население коммуны на 2008 год составляло 282 человека.
| 1962 | 1968 | 1975 | 1982 | 1990 | 1999 | 2008 |
| ---- | ---- | ---- | ---- | ---- | ---- | ---- |
| 483  | 448  | 336  | 326  | 300  | 269  | 282  |

## Администрация
| Период | Период | Фамилия       | Партия       | Примечания        |
| ------ | ------ | ------------- | ------------ | ----------------- |
|        | 1995   | Жан Грозиё    |              |                   |
| 1995   | 2008   | Жак Морель    | Разные левые |                   |
| 2008   | 2014   | Даниель Руссо | Разные левые | учитель-пенсионер |

## Экономика
В 2007 году среди 167 человек в трудоспособном возрасте (15—64 лет) 103 были экономически активными, 64 — неактивными (показатель активности — 61,7 %, в 1999 году было 61,0 %). Из 103 активных работали 93 человека (51 мужчина и 42 женщины), безработных было 10 (5 мужчин и 5 женщин). Среди 64 неактивных 9 человек были учениками или студентами, 27 — пенсионерами, 28 были неактивными по другим причинам.

## Достопримечательности
- Приходская церковь Нотр-Дам (XII век)
  - Распятие XIX века. Высота — 112 см, ширина — 50 см. Исторический памятник с 2004 года[3]
  - Статуя Св. Петра (XVII век). Высота — 120 см. Исторический памятник с 2004 года[4]
- Статуя «Мадонна с младенцем» (XVIII век). Дерево, высота — 80 см, находится в здании мэрии. Исторический памятник с 2004 года[5]
- Замок Сансак

## Фотогалерея

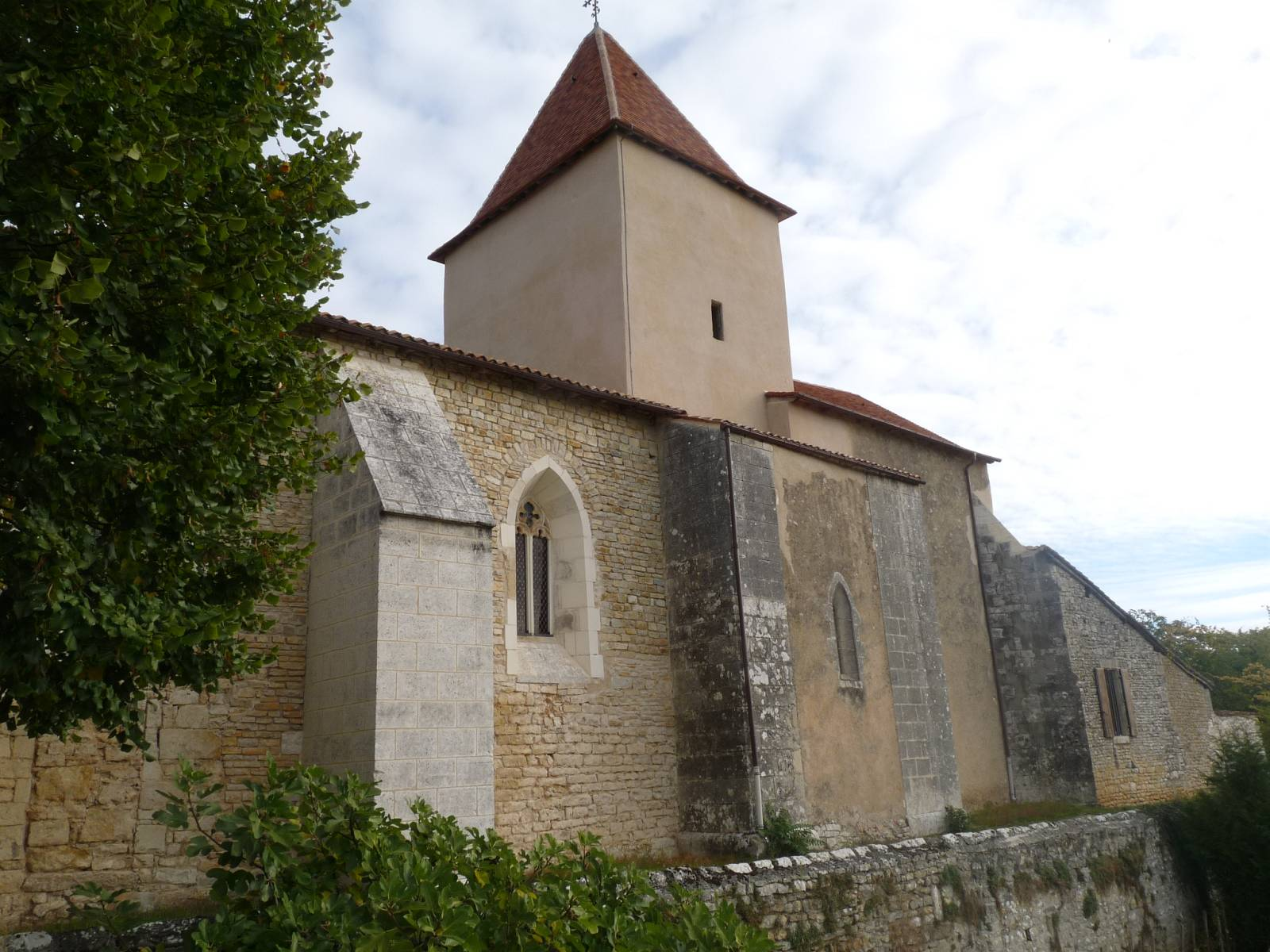
Церковь Нотр-Дам
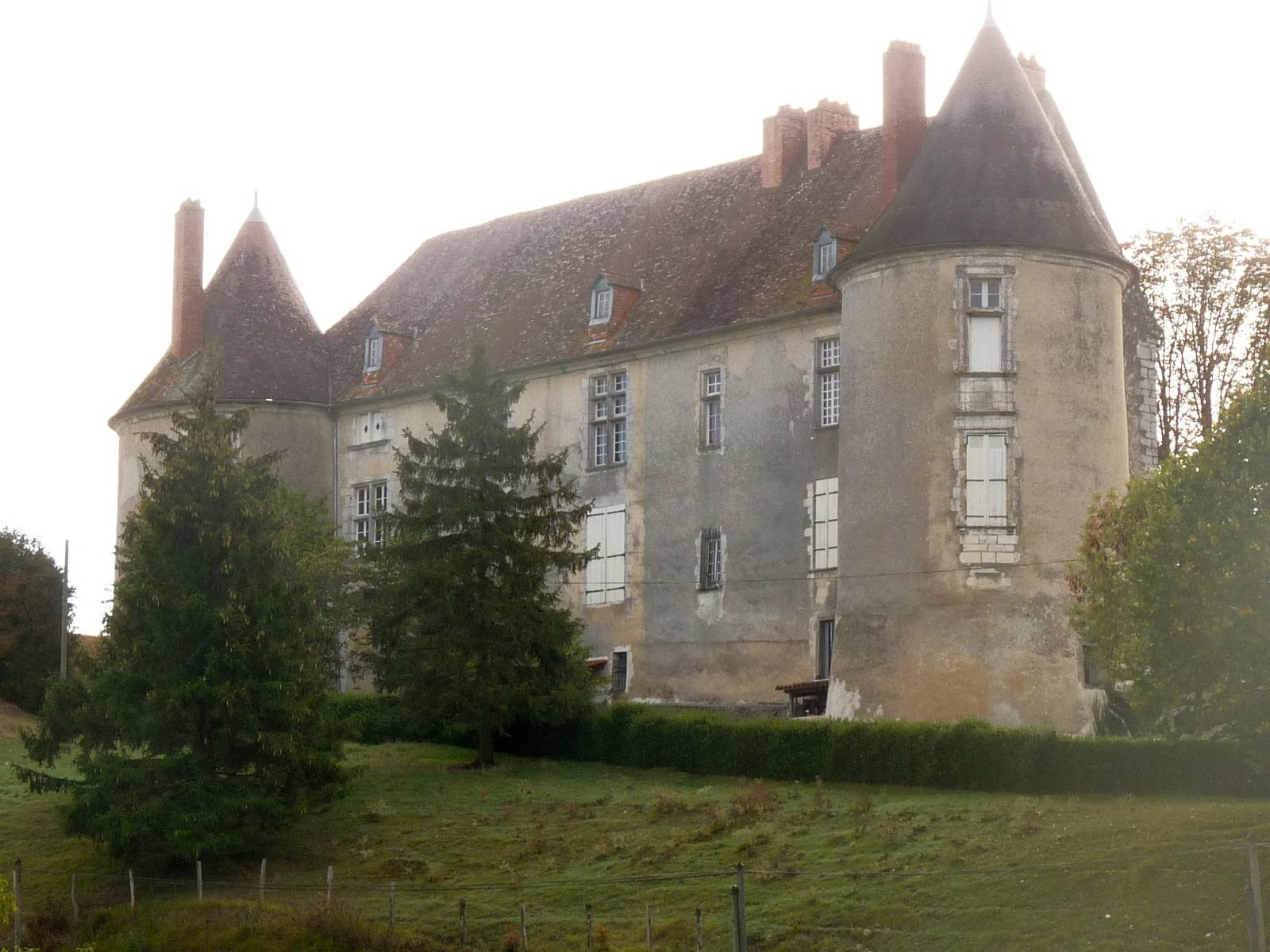
Замок Сансак
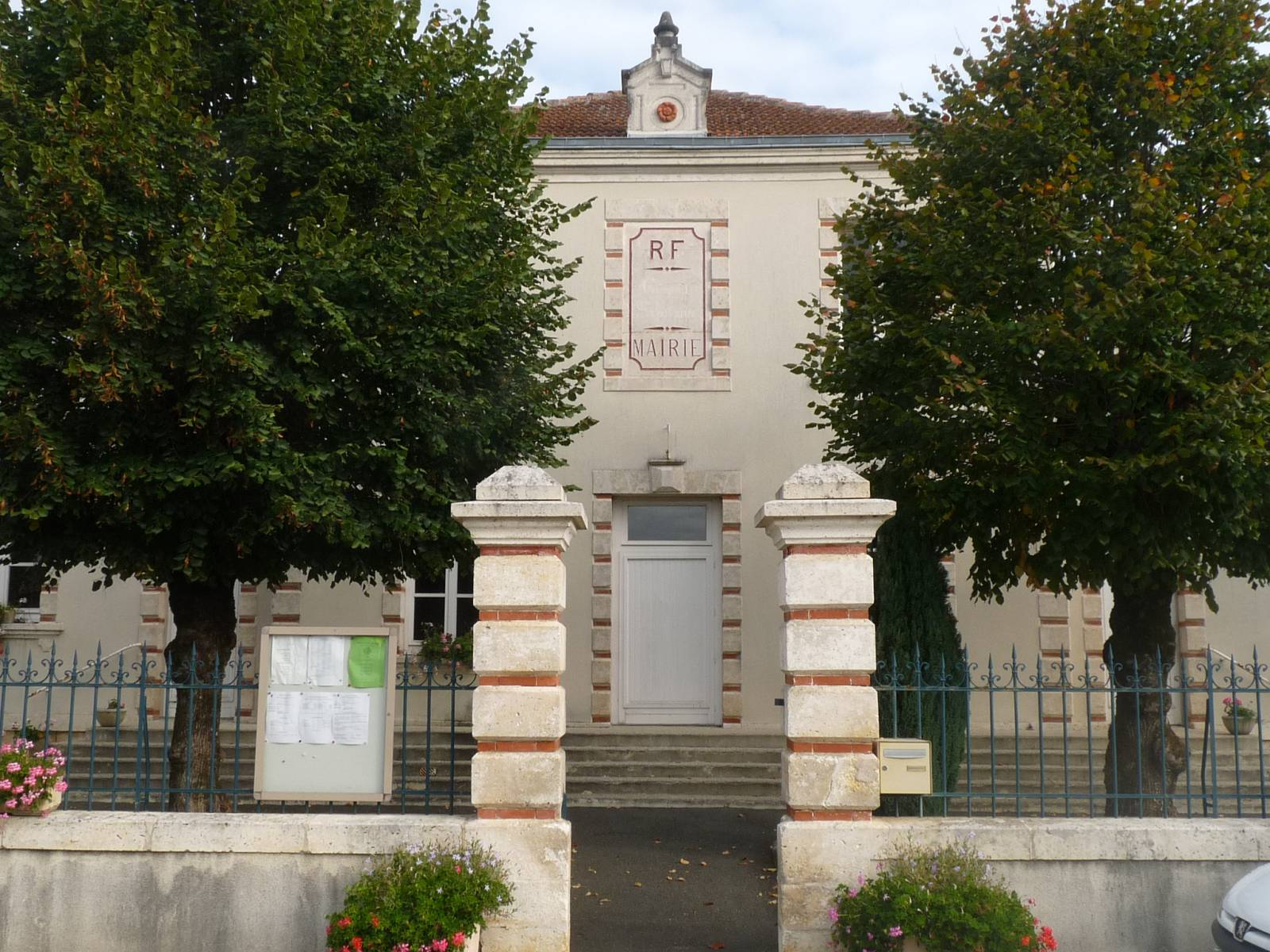
Мэрия
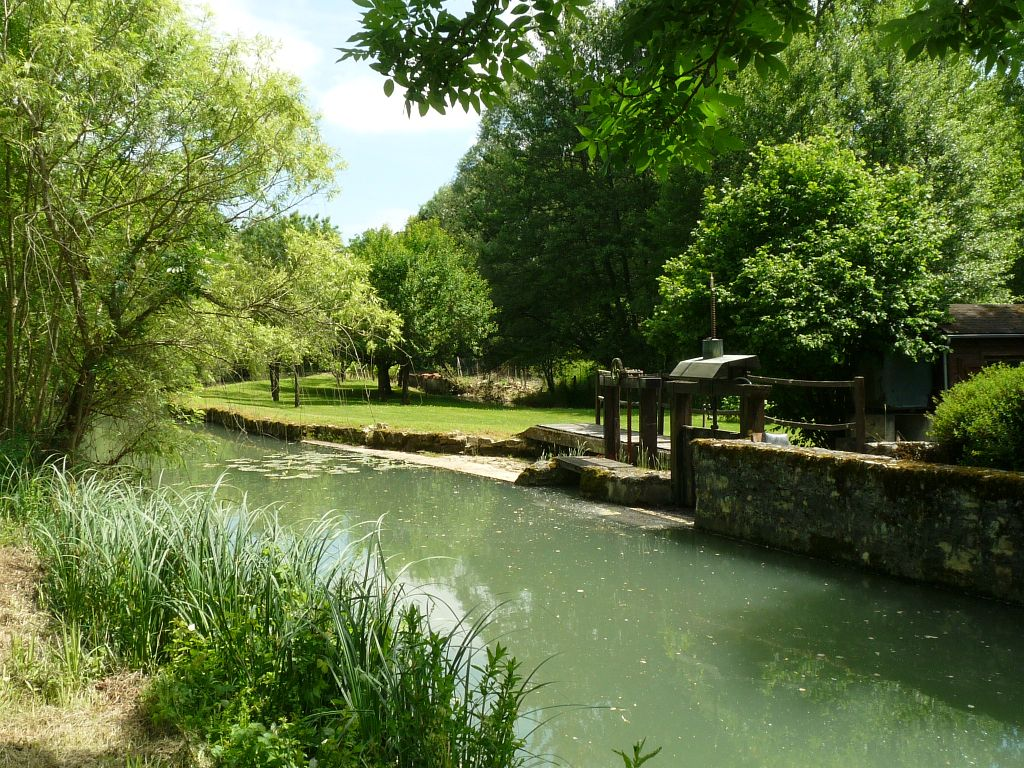
Река Соннет[фр.]